# Maqên

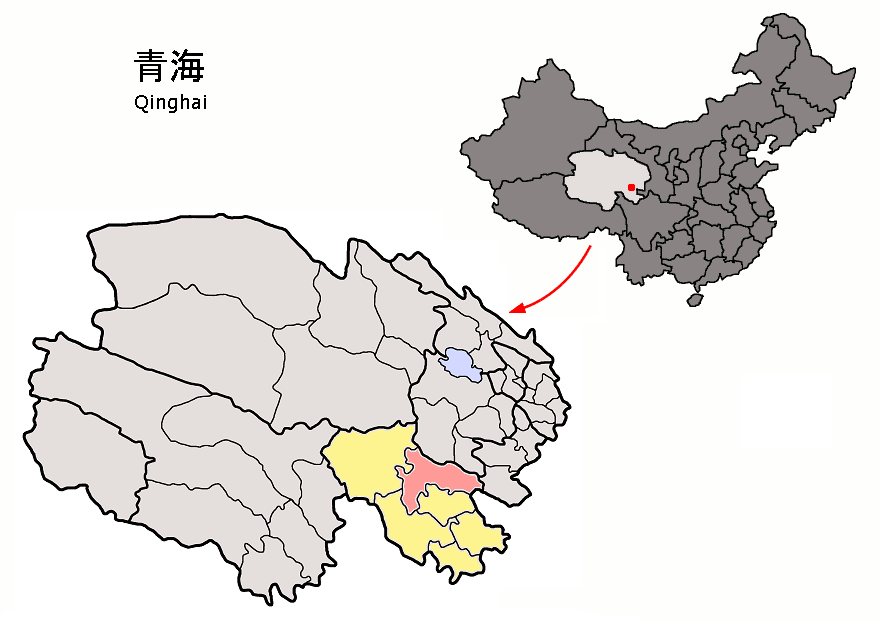
Lage des Kreises Maqên (rosa) in Golog (gelb)

Maqên (auch Machen; tibetisch རྨ་ཆེན, Umschrift nach Wylie rma chen; chinesisch 玛沁县, Pinyin Mǎqìn Xiàn) ist ein Kreis in der chinesischen Provinz Qinghai. Er gehört zum Verwaltungsgebiet des Autonomen Bezirks Golog der Tibeter. Er hat eine Fläche von 13.473 Quadratkilometern und zählt 58.120 Einwohner(Stand: Zensus 2020). Sein Hauptort ist die Großgemeinde Dawu (Dàwǔ Zhèn 大武镇).

## Administrative Gliederung
Auf Gemeindeebene setzt sich der Kreis aus zwei Großgemeinden und sechs Gemeinden zusammen. Diese sind (Pinyin/chin.):
- Großgemeinde Dawu 大武镇
- Großgemeinde Lajia 拉加镇

- Gemeinde Dawu 大武乡
- Gemeinde Dongqinggou 东倾沟乡
- Gemeinde Xueshan 雪山乡
- Gemeinde Xiadawu 下大武乡
- Gemeinde Youyun 优云乡
- Gemeinde Dangluo 当洛乡